# Iwan Gierasimow
Iwan Aleksandrowicz Gierasimow (ros. Иван Александрович Герасимов; ur. 8 sierpnia 1921 w Pietrowce w Baszkirii, zm. 4 czerwca 2008 w Kijowie) – radziecki generał armii, polityk KPZR i Komunistycznej Partii Ukrainy, Bohater Ukrainy, deputowany do Rady Najwyższej ZSRR 8., 9., 10. i 11. kadencji i deputowany Rady Najwyższej Ukrainy 4. kadencji.

## Życiorys
W latach 1938–1940 elew oficerskiej szkoły broni pancernej w Uljanowsku, potem został dowódcą plutonu czołgów w Odeskim Okręgu Wojskowym. Od 1941 walczył na Froncie Południowo-Zachodnim (Ukraina) oraz Froncie Północnokaukaskim, a pod koniec wojny na Dalekim Wschodzie jako szef sztabu brygady czołgów. Po wojnie został dowódcą pułku czołgów w Leningradzkim Okręgu Wojskowym. W latach 1950–1955 studiował w Akademii Wojsk Pancernych, po czym został zastępcą dowódcy, a następnie dowódcą dywizji w Kijowskim Okręgu Wojskowym. 1966-1968 zastępca dowódcy, a 1968–1971 dowódca 1 Gwardyjskiej Armii w Grupie Wojsk Radzieckich w Niemczech (NRD). W latach 1971–1972 dowódca Karpackiego Okręgu Wojskowego. W latach 1972–1975 dowódca Północnej Grupy Wojsk stacjonującej w Polsce. W latach 1975–1984 dowódca Kijowskiego Okręgu Wojskowego. W latach 1984–1990 głównodowodzący wojsk kierunku południowo-zachodniego. W latach 1990–1992 główny inspektor Inspektoratu Ministerstwa Obrony. W latach 1976–1986 zastępca członka, a 1986–1991 członek Komitetu Centralnego KPZR. W latach 1971–1991 deputowany do Rady Najwyższej ZSRR. Członek Biura Politycznego Komitetu Centralnego Komunistycznej Partii Ukrainy. W 1998 kandydował na deputowanego Rady Najwyższej Ukrainy z listy partii komunistycznej, w wyborach parlamentarnych w 2002 uzyskał mandat. Od 2006 zastępca przewodniczącego parlamentu Ukrainy. Pochowany na Cmentarzu Kuncewskim.

## Odznaczenia i wyróżnienia
- Order Lenina (dwukrotnie)
- Bohater Ukrainy (1999)
- Order Bohdana Chmielnickiego I klasy (1999)
- Order Bohdana Chmielnickiego II klasy (1997)
- Order Bohdana Chmielnickiego III klasy (1995)
- Order Rewolucji Październikowej
- Order Czerwonego Sztandaru (trzykrotnie)
- Order Czerwonej Gwiazdy (dwukrotnie)
- Order Wojny Ojczyźnianej I klasy
- Order „Za służbę Ojczyźnie w Siłach Zbrojnych ZSRR”
- Medal Honorowy Prezydenta Ukrainy (1994)